# Distrito de Quelloúno
El distrito de Quelloúno (del quechua Q'illuunu, "agua amarilla") es uno de los quince distritos que conforman la provincia de La Convención, ubicada en el departamento del Cuzco en el Sur del Perú. Limita por el Norte y Noreste con el distrito de Echarate, por el Este y Sureste con el departamento de Madre de Dios y las provincias de Paucartambo y Calca y por el Oeste también con el distrito de Echarate.
Desde el punto de vista jerárquico de la Iglesia católica forma parte de la Vicariato apostólico de Puerto Maldonado

## Historia
Fue creado mediante Ley N.º 24553, del 1 de octubre de 1986, dada en el primer gobierno del Presidente Alan García.

## Ubicación
El distrito de Quelloúno, pertenece a la provincia de La Convención, departamento del Cusco. Su capital, el pueblo de Quelloúno, está ubicado a las orillas del río Yanatile que se localiza al noreste de Quillabamba, la capital provincial.

## Área y población
La superficie del distrito es de 799.68 km², que representa el 2,66% del total de la provincia de La Convención. Tiene una población al 2005, de 16 469 habitantes, con una densidad de 20,59 hab/km². El 54 % son varones y el 46%, mujeres.

### Centros poblados
De acuerdo al pre-censo del año de 1999, el Distrito de Quelloúno tiene un total de 103 centros poblados, de los cuales el 98% son considerados rurales y sólo dos pueblos considerados urbanos.

## Autoridades

### Municipales
- 2019 -2022[2]
  - Alcalde: Curi Leon Alex.
  - Regidores: Rocca Quispe Nilton, Zamora Yupanqui Rolando, Vera Tupayupanqui Sergio, Ccarhuarupay Ayma Victoria, Carlos Collana Raymar.
- 2015 -2018[3]
  - Alcalde: Roberto Quecaño Alarcón, del movimiento regional Acuerdo Regional Unificado (APU).
  - Regidores: Nicanor Álvarez Zúñiga (APU), Carlos Ortega Parisaca (APU), Rudy Félix Figueroa Aliaga (APU), Adela Barrientos Yañac (APU), Franklin Néstor Gonzales Valer  (Autogobierno AYLLU).
- 2012 -2014[4]
  - Alcalde: Jesùs Loavtòn Amao, del Partido Democrático Somos Perú (SP).
  - Regidores: Fernando Estrada Mormontoi (SP), Doris Jesús Tocre Minauro (SP), Florencio Ojeda Quispe (SP),Rocìo Cconaya Nina(SP), Mario Fuentes Costas (Qosqollay).
- 2007 -2010
  - Alcalde: Cleto Edwin Cabrera Cortes.

### Policiales
- Comisaría
  - Comisario: Sgto. PNP .

## Festividades
- Virgen del Carmen.
- Santísima Cruz.

## Turismo
El día 1 de octubre se conmemora el aniversario del distrito, fecha en la cual se llevan a cabo una serie de actividades deportivas, culturales y promoción de sus atractivos turísticos, como los restos arqueológicos de Mosocllacta y el Santuario Nacional de Megantoni.